# Carl Adolf Otth
Carl Adolf Otth ou Charles-Adolphe Otth (Berna, 2 de abril de 1803 - Jerusalém, 16 de maio de 1839) foi um médico e naturalista suíço.